# 城西街道 (抚州市)
城西街道，是中国江西省抚州市临川区所辖的一个街道。

## 行政区划
城西街道下辖以下村级行政区划单位
南关社区、南岸社区、伍塘社区、城西社区、东津村和西岸村。